# 新列奇耶农村居民点
新列奇耶农村居民点（俄语：Новореченское сельское поселение）是俄罗斯联邦别尔哥罗德州切尔尼扬卡区所属的一个农村居民点。其下辖有2个居民点，行政中心为新列奇耶。据2016年统计，该农村居民点的人口为622人。